# 와타노하정
와타노하정(渡波町)은 미야기현 오시카군에 설치되었던 정이며, 현재의 이시노마키시에 해당한다.